# Красный Октябрь (Чернский район)
Красный Октябрь — опустевший поселок в Чернском районе Тульской области в составе Липицкого сельского поселения.

## География
Находится в юго-западной части Тульской области на расстоянии приблизительно 29 км на юго-восток по прямой от поселка Чернь, административного центра района.

## История
В 1926 году здесь было отмечено 11 дворов, в конце 1930-х годов — 18.

## Население
Постоянное население составляло 59 человек (1926 год), 0 как в 2002 году, так и в 2010.